# NGC 7160
NGC 7160 (również OCL 236) – gromada otwarta znajdująca się w gwiazdozbiorze Cefeusza. Odkrył ją William Herschel 9 listopada 1787 roku. Jest położona w odległości ok. 2,6 tys. lat świetlnych od Słońca.